# The Hunger Games: Catching Fire
The Hunger Games: Catching Fire é um filme de aventura e ficção científica estadunidense de 2013, baseado no romance Em Chamas de Suzanne Collins, sendo o segundo título da série de filmes The Hunger Games, dirigido por Francis Lawrence, com um roteiro de Simon Beaufoy e Michael Arndt. Jennifer Lawrence reprisa o papel dela como Katniss Everdeen, com Josh Hutcherson, Liam Hemsworth, Woody Harrelson, Lenny Kravitz, Elizabeth Banks, Stanley Tucci, Donald Sutherland e Willow Shields também reprisando seus papéis da produção anterior.
Estreou em 15 de novembro de 2013 no Brasil, primeiro país a exibir a produção. No restante do mundo, seu lançamento ocorreu no dia 22 do mesmo mês. Em Portugal, foi exibido no dia 28 de novembro de 2013 e em Angola, em 28 de fevereiro de 2014.
The Hunger Games: Catching Fire é o filme de maior bilheteria da franquia. Nos Estados Unidos e Canadá, tornou-se um grande sucesso ao ser o longa com a maior arrecadação em 2013, atingindo US$ 424 milhões. Mundialmente, registrou US$ 865 milhões, sendo o quinto filme mais visto no ano, perdendo apenas para Frozen, Iron Man 3, Despicable Me 2 e The Hobbit: The Desolation of Smaug.
O filme teve seu primeiro trailer divulgado durante o MTV Movie Awards 2013, no dia 14 de abril. O longa é o 41º filme na lista de maiores bilheterias da história, e a maior bilheteria de 2013.

## Sinopse
Após a espetacular manobra de Katniss Everdeen e Peeta Mellark para vencerem a 74ª edição dos Jogos Vorazes, Panem entrou em estado de caos. Na Capital, o ato dos tributos foi encarado como um ato de amor. Nos distritos, foi um ato de rebelião contra o cruel governo que rege o País. Sob pressão do próprio Presidente Snow, Katniss e Peeta terão que consertar o que fizeram na turnê da vitória e convencer toda a população que estão realmente apaixonados. Mas o Massacre Quaternário (uma edição reformulada dos Jogos Vorazes, que ocorre a cada 25 anos) está vindo e prometendo mudar para sempre a história de Panem e do casal de amantes desafortunados do distrito 12.

## Elenco
- Jennifer Lawrence como Katniss Everdeen
- Josh Hutcherson como Peeta Mellark
- Liam Hemsworth como Gale Hawthorne
- Woody Harrelson como Haymitch Abernathy
- Elizabeth Banks como Effie Trinket
- Lenny Kravitz como Cinna
- Philip Seymour Hoffman como Plutarch Heavensbee[12]
- Willow Shields como Primrose Everdeen
- Jena Malone como Johanna Mason[13]
- Sam Claflin como Finnick Odair[13]
- Stanley Tucci como Caesar Flickerman
- Donald Sutherland como Presidente Snow[13]
- Toby Jones como Claudius Templesmith[13]
- Amanda Plummer como Wiress[13]
- Jeffrey Wright como Beetee[13]
- Stephanie Leigh Schlund como Cashmere[13]
- Alan Ritchson como Gloss[13]
- Meta Golding como Enobaria[13]
- Bruno Gunn como Brutus[13]
- Lynn Cohen como Mags[13]
- Maria Howell como Seeder[13]
- E. Roger Mitchell como Chaff

## Produção

### Desenvolvimento
Lions Gate Entertainment anunciou que Catching Fire receberia uma adaptação cinematográfica e, seria lançado como The Hunger Games: Catching Fire em 22 de novembro de 2013 e, que seria a sequência de The Hunger Games.
Antes de Gary Ross ser convidado a dirigir o filme e recusa devido a uma agenda "apertada" e "justa", os nomes citados para dirigir o filme eram David Cronenberg, Alfonso Cuarón e Alejandro González, mas as negociações não deram certo, de modo que os estúdios tiveram que recorrer a Francis Lawrence, que aceitou o convite em 3 de maio de 2012. Dois dias depois, foi informado que Michael Arndt (Toy Story 3, Little Miss Sunshine)  está em negociações para reescrever o roteiro para Catching Fire. Em 24 de maio de 2012, o filme foi renomeado de Catching Fire para The Hunger Games: Catching Fire.

### Fundição
Em 3 de julho de 2012, foi anunciado que Jena Malone iria interpretar Johanna Mason, e que Philip Seymour Hoffman iria retratar Plutarch Heavensbee. Logo depois, em 2 de agosto de 2012, foi divulgado que Lynn Cohen seria escalada como Mags, Alan Ritchson foi escalado como Gloss. Em 18 de agosto, Sam Claflin foi oficialmente anunciado como Finnick Odair. Jeffrey Wright foi escalado como Beetee em 7 de setembro de 2012.

### Filmagens
Em 10 de setembro de 2012, as filmagens iniciaram, sendo anunciado oficialmente, com  fotografia a concluir em dezembro de 2012. a produção começou na área metropolitana de Atlanta, Georgia, com o diretor Francis Lawrence no comando, antes da produção se mudar para o Havaí. Em outubro de 2012, o compositor James Newton Howard confirmou que ele vai voltar para a trilha do filme.
As gravações terminaram em 24 de dezembro de 2012, mas Jennifer Lawrence, a protagonista Katniss Everdeen, revelou que voltará a gravar cenas de Catching Fire no Havaí.

## Trilha sonora
Em outubro de 2012, o compositor James Newton Howard confirmou que ele voltaria à contagem do filme. O cantor britânico Ed Sheeran gravou três músicas especialmente para a trilha sonora, mas Lionsgate recusou a proposta. Em 14 de maio de 2013, Alexandra Patsavas foi listada nos créditos como a nova supervisora musical, substituindo T-Bone Burnett do primeiro filme. A banda Coldplay foi anunciado como o primeiro artista oficial para ser apresentado na trilha sonora do filme Catching Fire, com a canção "Atlas", lançado mundialmente em 6 de setembro de 2013. A cantora Christina Aguilera anunciou que sua nova música, "We Remain", faria parte da trilha sonora oficial do filme.

### Prêmio Grammy
A música "Atlas", interpretada pelo grupo Coldplay, foi indicada ao prêmio de "Song Writter for Visual Media" na 56ª edição do Grammy Awards, maior premiação musical do planeta, no dia 7 de dezembro de 2013. A premiação ocorre no dia 26 de janeiro de 2014.
No ano anterior, o prêmio foi para a canção "Safe and Sound", interpretada por Taylor Swift e The Civil Wars, gravada para o primeiro filme da série, Jogos Vorazes.

## Recepção

### Bilheteria
No Brasil, primeiro país a estrear The Hunger Games: Catching Fire, uma estratégia do estúdio Lionsgate para aproveitar o feriado de Proclamação da República, o segundo filme da série ficou no topo das bilheterias, desbancando Thor: The Dark World. Segundo a revista Variety, especializada em cinema nos Estados Unidos, Catching Fire levou mais de 1 milhão de brasileiros as 960 salas disponíveis, arrecadando 2,4 milhões de dólares, aproximadamente 5,5 milhões de reais. Nos três primeiros dias de exibição de The Hunger Games, em março de 2012, o primeiro longa da série tinha sido visto por 481 mil pessoas e arrecadado, receita bruta, 10 milhões de dólares.

### Repercussão internacional
The Hunger Games: Catching Fire ganhou 424 668 047 dólares na América do Norte e 440 244 916 internacionalmente, para um total mundial de 864 912 963 dólares tornando-se o 41º filme de maior bilheteria de todos os tempos. Os atores do filme se posicionaram contra o Golpe de Estado na Tailândia em 2014, o que gerou a censura do filme no país.

## Sequência
Lionsgate anunciou oficialmente que vai dividir a terceira continuação da série, baseada no livro Mockingjay, com parte 1 que chega aos cinemas em 21 de novembro de 2014 e parte 2 em 20 de novembro de 2015. Em 1 de novembro de 2012, foi confirmado que Francis Lawrence vai estar de volta para dirigir os dois filmes finais.